# Rima femenina
La rima femenina fa referència, en l'àmbit de la poesia, a aquells versos que acaben en una paraula plana o esdrúixola —a diferència de la rima masculina, en la qual es remarca la paraula aguda del vers. Així doncs, la rima femenina evita els monosíl·labs i pretén transmetre una sensació lírica i de musicalitat suau i harmoniosa.
En algunes llengües en què la majoria de paraules són planes, com ara el castellà, és habitual que en una composició totes les rimes siguin femenines. En català, en canvi, és freqüent l'alternança entre versos amb rima femenina i rima masculina, especialment en la lírica de gèneres com la cobla. En francès, per altra banda (i llengua de la qual prové la denominació de femenina), existeix la e muda, que o bé sola o bé seguida d'una s o una n i una t, seria equivalent per similitud a la rima en castellà que uneix dos versos amb terminació greu i esdruíxols.

## Ús publicitari

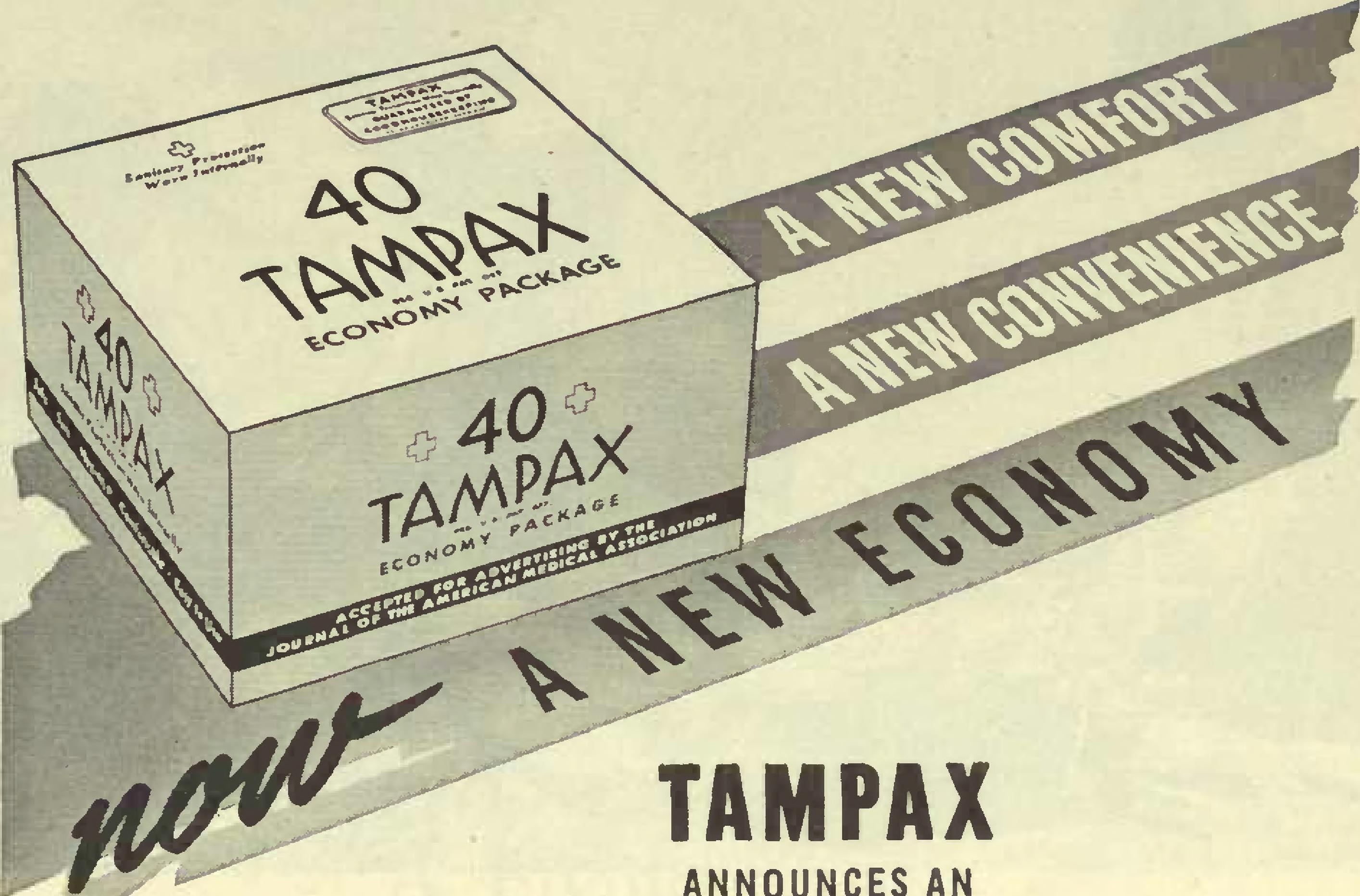
La publicitat de productes d'higiene personal femenina, com els tampons, acostuma a emprar la rima fememina.

Donat el significat de suavitat, cura, harmonia, i protecció que la rima femenina ha adquirit socialment en textos poètics, s'utilitza a bastament per motius publicitaris i de màrqueting en productes d'higiene personal i cura íntima: cosmètics, higiene íntima femenina (com ara compreses i tampons), medicaments, productes infantils (bolquers, productes de lactància o d'alimentació dels nadons) i productes de neteja per a roba delicada, com ara detergents o suavitzants.